# Abel Dhaira
Abel Dhaira (* 9. September 1987 in Walukuba, Distrikt Jinja; † 27. März 2016 in Island) war ein ugandischer Fußballtorwart.

## Karriere
Im Südosten Ugandas als Sohn des ugandischen Fußballnationalspielers Bright Dhaira geboren, begann Dhaira im Alter von neun Jahren mit dem Fußballspielen. Nachdem er als Jugendlicher für verschiedene Vereine gespielt hatte, wurde er 2006 vom Erstligisten Express FC unter Vertrag genommen, mit dem er 2007 den nationalen Pokalwettbewerb gewann. Im darauffolgenden Jahr wechselte der Torwart zum Uganda Revenue Authority SC und gewann dort die ugandische Meisterschaft. Nach nur einem Jahr unterschrieb Dhaira einen Vertrag beim kongolesischen Erstligisten AS Vita Club, den der Ugander 2010 wieder verließ. Im Jahr 2011 unterschrieb er einen Vertrag beim isländischen Erstligisten ÍBV Vestmannaeyjar, wo er am 29. Mai 2011 beim 2:0-Sieg über Víkingur Reykjavík sein Debüt feierte und zum ersten ugandischen Torhüter in einer ersten europäischen Fußballliga wurde. Als Stammtorwart des isländischen Vereins schloss sich Dhaira im Jahr 2013 eine Saison lang dem tansanischen Erstligisten Simba SC an, ehe er 2014 zum ÍBV Vestmannaeyjar zurückkehrte. Bei der 0:2-Niederlage gegen den irischen Verein St Patrick’s Athletic gab Dhaira am 7. Juli 2011 als erster ugandischer Torhüter seinen Einstand in der UEFA Europa League, in der er insgesamt drei Spiele bestritt. Am 26. September 2015 kam der Torhüter gegen Breiðablik Kópavogur (0:1) zu seinem 58. und letzten Einsatz in der Pepsideild.
Abel Dhaira debütierte am 1. Januar 2009 beim CECAFA-Cup 2008 gegen Ruanda (4:0) für die ugandische Nationalmannschaft und kam am 1. Juni 2013 bei der 0:3-Niederlage in Libyen zu seinem 13. und letzten Länderspiel. Mit der Nationalmannschaft hatte er die Ost- und Zentralafrikameisterschaft in den Jahren 2008, 2011 und 2012 gewonnen, die ersten beiden Titel als Stammtorhüter der „Kraniche“.
Im Januar 2016 verschlechterte sich sein Gesundheitszustand. Es folgte ein sechswöchiger Krankenhausaufenthalt im Nsambya Hospital in Kampala. Nach seiner Rückkehr nach Island wurde bei ihm Magenkrebs diagnostiziert. Wenig später erlag er in Island dieser Krankheit.